# Kim Seungmin
Kim Seung-min (tiếng Hàn: 김승민; Hanja: 金昇玟 sinh ngày 22 tháng 9 năm 2000), được biết đến với nghệ danh Seungmin (tiếng Hàn: 승민). Anh là một ca sĩ, vũ công, rapper, người mẫu và MC người Hàn Quốc. Seungmin được nhiều người biết đến với vai trò là thành viên của nhóm nhạc nam Stray Kids do công ty JYP Entertainment thành lập và quản lý. Seungmin đảm nhận vai trò là Main Vocalist.

## Tiểu sử và sự nghiệp[1]

### 2000-2018: Những năm đầu và những bước đầu tiên trong sự nghiệp
Seungmin sinh ngày 22 tháng 9 năm 2000 tại Seoul, Hàn Quốc. Anh là con út trong một gia đình bốn người. Cậu có một người chị gái. Cậu đã hoàn thành chương trình tiểu học tại trường Tiểu học Bongeun và trung học tại trường Trung học Cheongdam. Seungmin có người ông là một vận động viên ném bóng trong đội bóng chày ở trường trung học. Vì được truyền cảm hứng từ ông nên Seungmin muốn trở thành một cầu thủ bóng chày. Khi Seungmin mới chín tuổi, cậu ấy đã ném cú mở màn cho SK Wyverns, một đội bóng chày chuyên nghiệp của Hàn Quốc. Seungmin đã chơi ở đội bóng chày đó. Sau đó, vì chấn thương khiến Seungmin phải từ bỏ ước mơ trở thành cầu thủ bóng chày. Seungmin bắt đầu quan tâm đến âm nhạc khi cậu ấy học lớp bốn. Sau đó, cậu tham gia và giành chiến thắng tại một cuộc thi hợp xướng thiếu nhi ở trường cấp hai. Từ đó, Seungmin nuôi ước mơ trở thành một ca sĩ chuyên nghiệp.
Khi Seungmin chín tuổi, cậu và gia đình chuyển đến sống tại Hoa Kỳ trong vài tháng. Trong suốt khoảng thời gian này, Seungmin đã học tại một trường ở Los Angeles. Vì thế nên cậu ấy có thể nói tiếng Anh học cách trôi chảy.
Năm 2017, Seungmin tham gia buổi thử giọng Audition thứ 13 của JYP Entertainment. Cậu đã thể hiện ca khúc "Old Song" của ca sĩ Kim Dong-ryul. Cuối cùng, anh giành hạng hai và trở thành thực tập sinh của JYP Entertainment.
Cuối năm đó, JYP Entertainment cùng với Mnet đã tạo ra chương trình thực tế sống còn Stray Kids với chín thực tập sinh của công ty, bao gồm cả Seungmin. Đến đêm chung kết, Seungmin được xác nhận là sẽ debut cùng Stray Kids.
Tháng 3 năm 2018, Stray Kids phát hành mini album đầu tay I Am Not với bài hát chủ đề "District 9".
Vài tháng sau, Seungmin cùng Han Hee-jun trở thành MC cho After School Club. Sau khi làm MC cho hai mươi hai tập phim, cuối tháng 12 năm đó, Seungmin đã chính thức rời vị trí của mình do lịch trình bận rộn với nhóm
Ngày 23 tháng 8 năm 2018, Seungmin trở thành MC đặc biệt của chương trình âm nhạc hàng tuần của Mnet M Countdown.

### 2019-2020: Tham gia các chương trình
Seungmin và thành viên cùng nhóm Felix trở thành MC đặc biệt của M Countdown ngày 28 tháng 3 năm 2019.
Vào ngày 12 tháng 7 năm 2019, Seungmin được trở lại ở mảng MC với vai trò là MC của We K-pop cùng diễn viên hài Kim Shin-young và hai tiền bối là là Nichkhun của 2PM và Kim In-seong của SF9.
Ngày 10 tháng 10 năm 2019, Seungmin và Felix tiếp tục trở thành MC đặc biệt chương trình M Countdown.
Ngày 18 tháng 4 năm 2020, bộ đôi này tiếp tục đảm nhận vị trí MC đặc biệt của M Countdown.
Ngày 24 tháng 11 năm 2020, Seungmin cùng với Lee Know xuất hiện trên chương trình Kiss the radio với tư cách là khách mời thường xuyên của chương trình.

### 2021: Phát hành các bài hát và nhạc phim
Tháng 3 năm 2021, Seungmin cùng Changbin phát hành bài hát "조각" (Piece of a Puzzel). Bài hát nói về chính các thành viên Stray Kids, những người không ngừng tiến tới mục tiêu của mình chứ không phải họ muốn để bỏ lỡ bất cứ điều gì trên con đường của họ.
Ngày 18 tháng 6 năm 2021, Seungmin cùng với các thành viên là Bang Chan, Changbin và Felix phát hành bài hát "오늘 밤 나는 불을 켜" (Up All Night).
Ngày 17 tháng 9 năm 2021, Seungmin cùng với thành viên HAN và I.N phát hành bài hát "Gone Away".
Ngày 26 tháng 9 năm 2021, trong tập 10 của bộ phim Hàn Quốc Điệu cha-cha-cha làng biển được phát sóng tvN và Netflix, trong phần nhạc phim ở phân cảnh cuối cùng của tập, Seungmin đã thể hiện ca khúc "Here Always". Bài hát này được phát hành chính thức trên các nền tảng kỹ thuật số vào ngày 10 tháng 10. "Here Always" ra mắt ở vị trí thứ tám trên bảng xếp hạng US World Digital Songs của Billboard và được đưa vào danh sách "15 bản nhạc phim hàng đầu năm 2021" của Genius Korea.

### 2022: Tiếp tục tham gia các chương trình với tư cách là MC đặc biệt, phát hành các bài hát và nhạc phim
Năm 2022, Seungmin trở lại với vai trò là MC đặc biệt của Show! Music Core cùng với 2 MC cố định thời điểm đó là thành viên cùng nhóm Lee Know và Kim Min-ju (cựu thành viên Iz*One) vào ngày 8 tháng 10.
Ngày 20 tháng 10 năm 2022, Seungmin đã thể hiện ca khúc "Close to You" cho bộ phim Hàn Quốc Hợp đồng tình yêu.
Ngày 21 tháng 12 năm 2022, Seungmin phát hành ca khúc "Stars and Raindrops".

### 2023: Tiếp tục phát hành các bài hát, mở tài khoản Instagram cá nhân
Ngày 27 tháng 3 năm 2023, Seungmin cùng với hai thành viên Changbin và Felix phát hành bài hát mang tựa đề "비바람(Snain)".
Gần 5 tháng sau, Seungmin phát hành bài hát "Hold On" vào ngày 12 tháng 8 năm 2023.
Ngày 2 tháng 8 năm 2023, Seungmin chính thức mở tài khoản Instagram cá nhân cùng với 5 thành viên khác của Stray Kids với cái tên miniverse.___ (hiện là miniseungkim)

### 2024: Thực hiện cú ném đầu tiên cho một trận đấu bóng chày, phát hành các bài hát và nhạc phim
Ngày 18 tháng 3, Seungmin là người đã ném cú ném đầu tiên cho trận đấu bóng chày giao hữu giữa đội Hàn Quốc và Los Angeles Dodgers tại Gocheok Sky Dome.
Ngày 9 tháng 4, Seungmin đã thể hiện ca khúc "Destiny" cho bộ phim Hàn Quốc The Midnight Studio.
Ngày 3 tháng 6, Seungmin cùng với thành viên cùng nhóm là HAN đã phát hành bài hát "산소호흡기(Respirator)".
Ngày 13 tháng 12, Seungmin ra mắt ca khúc solo As we are nằm trong album HOP của Stray Kids.

## Các hoạt động khác

#### Quảng cáo thương hiệu
Vào ngày 17 tháng 6 năm 2025, Seungmin được bổ nhiệm làm đại sứ thương hiệu của Burberry.

## Danh sách chương trình

#### Chương trình thực tế
| Năm  | Kênh | Tên                    | Phát sóng                 | Ghi chú                                                              |
| ---- | ---- | ---------------------- | ------------------------- | -------------------------------------------------------------------- |
| 2017 | Mnet | Stray Kids             | 17 tháng 10 - 19 tháng 12 | Với các thực tập sinh của công ty (hiện là các thành viên cùng nhóm) |
| 2021 | Mnet | Kingdom: Legendary War | 1 tháng 4 - 3 tháng 6     | Với Stray Kids                                                       |

## Sản phẩm âm nhạc cá nhân
Bài hát
| Phát hành  | Tiêu đề                                                                                  | Ghi chú                        |
| ---------- | ---------------------------------------------------------------------------------------- | ------------------------------ |
| 24/03/2021 | Changbin, Seungmin "조각" \| [Stray Kids : SKZ-RECORD]                                   | Với Changbin                   |
| 18/06/2021 | Bang Chan, Changbin, Felix, Seungmin "오늘 밤 나는 불을 켜" \| [Stray Kids : SKZ-PLAYER] | Với Bang Chan, Changbin, Felix |
| 17/09/2021 | Stray Kids "Gone Away (한, 승민, 아이엔)(Gone Away (HAN, Seungmin, I.N))" Video          | Với HAN, I.N                   |
| 21/12/2022 | 내려요 (승민) Stars and Raindrops (Seungmin)                                             | Solo                           |
| 27/03/2023 | Changbin, Felix, Seungmin "비바람(Snain)" \| [Stray Kids : SKZ-RECORD]                   | Với Changbin, Felix            |
| 12/08/2023 | Seungmin "Hold On" \| [Stray Kids : SKZ-RECORD]                                          | Solo                           |
| 03/06/2024 | HAN, Seungmin "산소호흡기(Respirator)" \| [Stray Kids : SKZ-RECORD]                      | Với HAN                        |
| 13/12/2024 | 그렇게, 천천히, 우리 (As we are)                                                         | Solo                           |

Sản phẩm cover
| Phát hành  | Tên bài hát                      | Tác giả       | Ghi chú |
| ---------- | -------------------------------- | ------------- | ------- |
| 03/05/2020 | 시작 (Start)                     | Gaho          | [ 16 ]  |
| 22/05/2020 | You Were Beautiful (예뻤어)      | DAY6          | [ 17 ]  |
| 23/08/2020 | Congratulations                  | DAY6          | [ 18 ]  |
| 29/10/2020 | 그렇게 있어 줘 (Stay as You Are) | Sandeul       | [ 19 ]  |
| 01/01/2021 | Love Again                       | Baekhyun      | [ 20 ]  |
| 07/05/2021 | 3108                             | Ha Hyunsang   | [ 21 ]  |
| 09/02/2022 | Zombie                           | DAY6          | Với HAN |
| 14/07/2022 | Ghost                            | Justin Bieber | [ 23 ]  |
| 25/01/2023 | 사건의 지평선 (Event Horizon)    | YOUNHA        | [ 24 ]  |